# Carex praelonga
Carex praelonga är en halvgräsart som beskrevs av Charles Baron Clarke. Carex praelonga ingår i släktet starrar, och familjen halvgräs. Inga underarter finns listade i Catalogue of Life.